# Аксамит

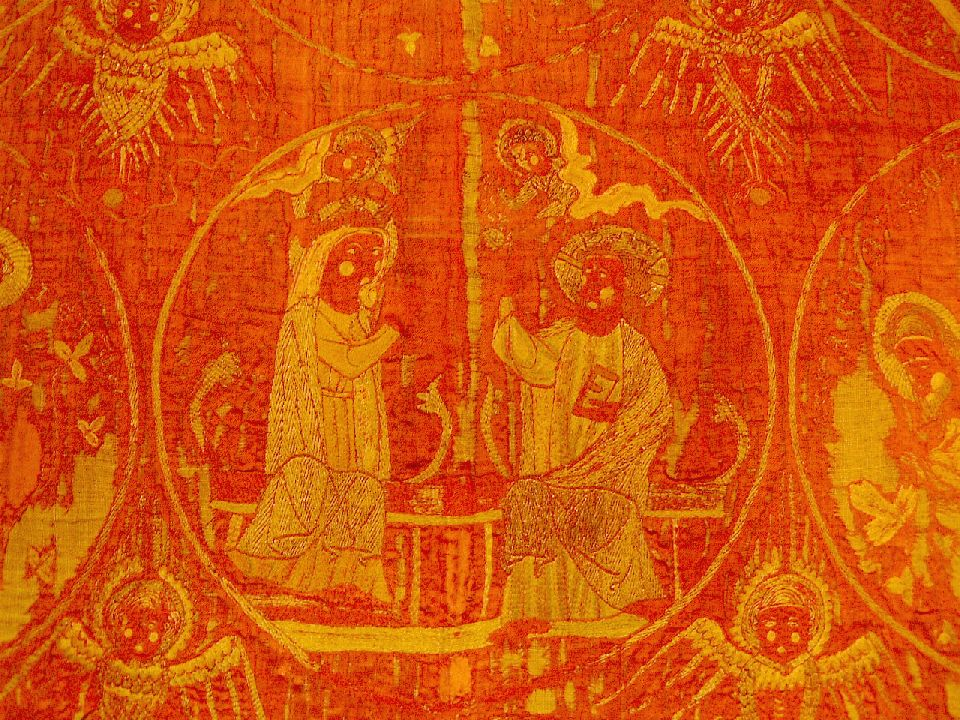
Фрагмент «Мученика Коупа» (1270 г.), золото на красном шёлковом аксамите, привезённый из Франции в 1274 г. Сокровищница собора Уппсалы.

Аксами́т (от греч. εξα — шесть + μιτος — нить) — устаревшее название плотной ворсистой, часто узорчатой ткани из шёлка и золотой или серебряной нити, напоминающей бархат. Чтобы выдержать тяжесть металлических нитей, ткань формировали из шести нитей — двух основных и четырёх уточных, отсюда и греческое название. Узор на ткани делали с помощью кручёной золотой или серебряной нити.
В более широком смысле слова аксамит — любая драгоценная ткань. Упоминается в «Слове о полку Игореве», романе А. К. Толстого «Князь Серебряный», в поэме Шота Руставели «Витязь в тигровой шкуре», в поэме Вольтера «Орлеанская девственница».

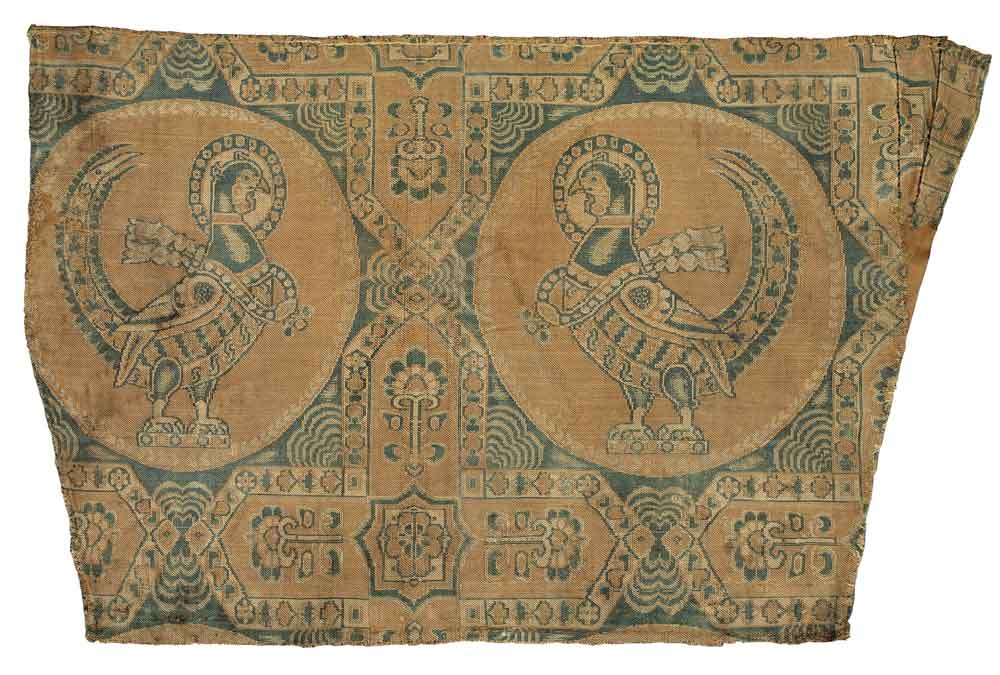
Кольца с фазанами на фрагменте шёлкового аксамита, Средняя Азия, VII или VIII век

Аксамитом называли также особую пелену из чёрной бархатной материи, на которую нашивали белый крест с эмблемами смерти: адамовой головой и перекрещёнными костями. Этот аксамит несли перед гробом четверо братчиков (полноправные члены деревенской общины), держась за углы.